# تمروت إبروطن (أورير)
تمروت إبروطن هي إحدى مشيخات المملكة المغربية، تتبع جغرافيا لعمالة أكادير إدا وتنان وإداريًا لأورير. يقدر عدد سكانها بـ 208 نسمة حسب الإحصاء الرسمي للسكان والسكنى لسنة 2004.